# Вагин, Евгений Иванович
Евгений Иванович Вагин (8 февраля 1925, с. Даровское, Кировская область — 21 февраля 2019, Нижний Тагил) — советский и российский художник-график, член Союза художников СССР (1970), Заслуженный художник РСФСР (1992).

## Биография
Родился в 1925 году в селе Даровское, Кировской области.
В 1948-1953 годах учился на живописно-педагогическом отделении Нижнетагильского художественно-промышленного училища (сегодня – Уральский колледж прикладного искусства и дизайна (филиал) ФГБОУ ВО «Московская государственная художественно-промышленная академия имени С. Г. Строганова») у Олега Бернгардта и Геннадия Патко. В 1953-1954 годы преподавал черчение в вечерней школе Нижнего Тагила, одновременно с этим серьёзно занимался спортом – фигурным катанием. Участвовал в соревнованиях местного и всесоюзного уровня, выступая со знаменитыми фигуристами Станиславом Жуком и Александром Горшковым. 
С 1955 года — художник-оформитель и один из организаторов Нижнетагильских художественно-промышленных мастерских Свердловского отделения Художественного фонда; в конце 1960-1970-х годах — член художественного совета фонда. Член Союза художников СССР (1970). С конца 1960 — начала 1970-х годов — председатель секции графики, затем председатель Выставочного комитета Нижнетагильского городского отделения Всероссийской творческой общественной организации «Союз художников России».
Являлся членом Нижнетагильского клуба авторской песни «Зеленая лампа», участвовал в городских и областных концертах, конкурсах и фестивалях. В 1974 году в Свердловске стал лауреатом областного конкурса авторской песни, приуроченного к 30-летию Победы в Великой Отечественной войне. Песни Е. И. Вагина были известны и любимы в среде бардов, а стихи публиковались в местных газетах.
В 1970-1980-е годы работал в Доме творчества Союз художников РСФСР «Челюскинская дача», где познакомился с известным графиком Н. И. Калитой, который помогал ему постигать секреты мастерства искусства гравюры. Именно здесь Вагин единственный раз обратился к технике цветной ксилографии, печатая с трёх досок.
В 1980 году совместно с Михаилом Дистергефтом, А. Константиновым, Р. Копыловым работал над восстановлением Ивдельского историко-этнографического музея.
В 1992 году был удостоен звания Заслуженный художник РСФСР.
В 2015 году в Нижнетагильском музее изобразительных искусств прошла персональная выставка Вагина «Слово об Урале», посвящённая его 90-летию.
Жил и работал в Нижнем Тагиле. Скончался 21 февраля 2019 года, похоронен на Центральном кладбище Нижнего Тагила.

## Творчество
Участник выставок с 1957 года. Работал в области станковой печатной графики.
Главной темой в творчестве Е. И. Вагина стал городской пейзаж. За годы творчества художник создает большую «графическую» летопись Тагила в нескольких сериях: «Старый и новый Тагил» (1959), «Тагилу – 250» (1972), «12 ксилографий с Лисьей горой» (1971–1989 гг.), «Новые кварталы Тагила» (1980), «Востокшахтопроходка» (1983–1984), «Храмы Нижнего Тагила» (1990-е – начало 2000-х гг.), «Окрестности Тагила» (1990–2000-е гг.).
Работы художника находятся в собраниях музеев России (Нижнетагильский музей изобразительных искусств, Нижнетагильский музей-заповедник «Горнозаводской Урал», Ирбитский государственный музей изобразительных искусств, Серовский исторический музей, Магнитогорская картинная галерея и др.).

## Внешние видеофайлы
- Тагильские художники В. Мухаркин, Г. Горелов, В. Могилевич, Е. Вагин